# Inês de Praga
Santa Inês de Praga, OSC, também conhecida como Santa Inês da Boêmia (em chéco Svatá Anežka česká), (Praga, 1205 – Praga, 6 de março de 1282) foi uma religiosa católica.
Inês era filha de Otacar I, Rei da Boêmia, foi educada em Trebniz pelas freiras Cistercienses.
Era apenas uma jovem moça e já demonstrava fervor e desejo de se consagrar a Deus e viver intensamente a fé cristã. Chegando a ser nomeada abadessa de um mosteiro fundado por ela, depois de ter recusado a casar com Frederico II, imperador do Sacro Império Romano, contando para isso com o apoio do papa Gregório IX. O mosteiro se chama "Anežský klášter" (O mosteiro de Inês) e é localizado perto do rio Vltava no quarto Cidade Antiga em Praga. 
Sua festa é 2 de março.